# Розшукується ворог
«Розшукується ворог» (англ. Wanted — An Enemy) — науково-фантастичне оповідання Фріца Лайбера, вперше опубліковане в лютому 1945 року журналом «Astounding Science Fiction».

## Сюжет
До рук пацифіста містера Уітлоу потрапив пристрій подорожей в просторі та часі і він вирушив на Марс.
Він пробує переконати телепатів-марсіан здійснити невеликий напад на Землю, який би припинив тамтешню війну і згуртував землян.
Марсіан не цікавить ні можлива військова здобич, ні альтруїстична допомога землянам.
Коли містер Уітлоу починає їх лякати майбутнім нападом землян на Марс, вони змінюють свою думку і планують атаку на Землю для повного знищення її мешканців.
Містеру Уітлоу доводиться вирушити на Венеру, щоб спонукати одвічних противників марсіан завдати їм удару, який не дозволить їм винищити Землю.